# Nitroimidazol
5-Nitroimidazol je imidazolni derivat koji sadrži nitro grupu.
Derivati nitroimidazola sačinjavaju klasu nitroimidazolnih antibiotika, koji se koriste za suzbijanje anaerobnih bakterija i parazitskih infekcija. Jedan od lekova u široj upotrebi je metronidazol (Flagyl). Druga heterociklična jedinjenja kao što su nitrotiazoli (tiazoli) se takođe koriste u tu svrhu. Nitroheterociklična jedinjenja mogu da budu reduktivno aktivirana u hipoksičnim ćelijama, i zatim dolazi do redoks recikliranja ili dekompozicije do toksičnih produkata.